# Luxemburger Zentralbank
Die Luxemburger Zentralbank (französisch Banque centrale du Luxembourg) ist die Zentralbank des Großherzogtums Luxemburg.
Die Bank wurde am 23. Dezember 1998 durch Gesetz vom 22. April 1998 gegründet und hatte bis zur Einführung des Euro das luxemburgische Monopol zur Ausgabe von luxemburgischen Banknoten. Sie übernahm damit die Aufgaben des 1983 gegründeten Institut Monétaire Luxembourgeois (IML).
1999 wurde die BCL Mitglied des Europäischen Systems der Zentralbanken.

## Aufgaben
Gemäß dem Organgesetz der BCL besteht „die Hauptaufgabe der Zentralbank darin, an der Ausführung der Aufgaben des ESZB mitzuwirken, um die Ziele des ESZB zu erreichen“.
Die grundlegenden Aufgaben des durch den Vertrag geschaffenen Europäischen Systems der Zentralbanken (ESZB) sind:
- die Definition und Umsetzung der Geldpolitik
- die Durchführung von Devisengeschäften
- das Halten und Verwalten der offiziellen Devisenreserven der Mitgliedstaaten
- Förderung des ordnungsgemäßen Funktionierens von Zahlungssystemen.

Die BCL ist aber auch zuständig für:
- der Beitrag Luxemburgs zur Finanzstabilität
- Ausgabe von €-Banknoten
- Führung von Statistiken
- Forschung und Veröffentlichungen
- Internationale Kooperation
- die Erbringung von Dienstleistungen für den Staat und für Einzelpersonen

## Organisationsstruktur und Leitung
Die BCL hat den Statuten nach zwei Leitungsgremien:

### Rat
Der Rat setzt sich zusammen aus neun Mitgliedern: den drei Mitgliedern der Direktion, nominiert durch den Großherzog auf Vorschlag der Luxemburger Regierung sowie sechs weiteren Mitgliedern, die von der Regierung vorgeschlagen werden. Unter dem Vorsitz des Generaldirektors der BCL und gemäß den Regeln der Unabhängigkeit formuliert der Vorstand insbesondere die Geschäftspolitik der BCL und genehmigt den Haushalt und den Jahresabschluss.
Président: Gaston Reinesch
aktuell weitere Mitglieder:
- Michèle Detaille,
- Aline Muller,
- Martine Reicherts,
- Nicolas Weber,
- Marianne Welter,
- Roland Weyland,
- Claude Wirion,
- Michel Wurth.

### Direktion
Die Direktion ist die oberste Exekutivbehörde des BCL. Es besteht aus dem Generaldirektor des BCL (Gouverneur als Mitglied des EZB-Rats) und zwei Direktoren. Es entwickelt die Maßnahmen und trifft die Entscheidungen, die zur Erfüllung der Aufgaben des BCL erforderlich sind.
Aktuelle Mitglieder:
- Directeur général: Gaston Reinesch[4]
- Directeurs: Roland Weyland und Nicolas Weber